# Susanna Hoffs
Susanna Hoffs (Los Angeles (Californië), 17 januari 1959) is een Amerikaanse zangeres.

## Loopbaan

### The Bangles
Hoffs is zangeres en gitariste in de band The Bangles. Ze braken in 1986 wereldwijd door nadat Prince het nummer Manic Monday voor hen schreef. Eigenlijk had de band geen vaste vocaliste, maar Hoffs werd door het grote publiek als zodanig beschouwd na de wereldwijde hit Walk Like an Egyptian. Een probleem dat hierbij meespeelde, was dat zij door haar geringe lengte (1,57 m) altijd op de voorgrond stond op publiciteitsfoto's. De spanningen hierover liepen zo hoog op, dat de band in 1989 werd opgeheven.
In 2000 kwamen The Bangles weer bij elkaar en besloten het nummer Get the Girl op te nemen voor de film Austin Powers: The Spy Who Shagged Me.

### Solo
Na het einde van de Bangles in 1989 bracht ze in 1991 een soloalbum uit: When You're a Boy, met daarop de hit My Side of the Bed. Hierna bracht ze in 1996 nog het album Susanna Hoffs uit.
In 2006 bracht ze een coveralbum uit met Matthew Sweet. Op 29 juli 2012 volgde een nieuw album met de titel Someday.

## Privé
Hoffs is getrouwd met Jay Roach, regisseur van de Austin Powers-films. Zelf speelde ze als Gillian Shagwell ook in het gelegenheidsbandje Ming Tea, dat bij deze films hoorde. Ook acteerde ze in de film The Allnighter, die werd geregisseerd door haar moeder.

## Trivia
In de jaren tachtig bracht de gitaarfabriek Rickenbacker het model "350SH" (Susanna Hoffs) uit.

## Albums
Met de Bangles
- 1984: All Over the Place
- 1986: Different Light
- 1988: Everything
- 1990: Greatest Hits
- 2003: Doll Revolution
- 2008: Hit Collection
- 2011: Sweetheart of the Sun

Solo
- 1991: When You're a Boy
- 1996: Susanna Hoffs
- 2012: Someday

Samenwerking met Matthew Sweet
- 2006: Under the Covers, Vol. 1
- 2009: Under the Covers, Vol. 2
- 2013: Under the Covers, Vol. 3